# Drakensbergena labeona
Drakensbergena labeona  (лат.) — вид прыгающих насекомых трибы Drakensbergenini из подсемейства цикадок Deltocephalinae (Cicadellidae). Южная Африка: Free State, на высотах до 2319 м. Длина 5—6 мм. Усики короткие (их длина 1 мм). Короткокрылые с вытянутой вперёд головой.
Голова шире пронотума (голова — 1,5—1,6 мм, пронотум — 1,3—1,4 мм). Макросетальная формула задних бёдер равна 2+1 или 2+1+1. Латеральный край пронотума килевидный. Оцеллии редуцированы. Встречаются в травянистых высотных биомах южной Африки, на склонах с преобладанием Themeda triandra и Tristachya leucothrix  (Poaceae). От других видов своего рода D. labeona отличается широкими лопастями пигофера гениталий самцов. Вид был впервые описан в 2009 году южноафриканским энтомологом Майклом Стиллером (Michael Stiller, ARC-Plant Protection Research Institute, Queenswood, Претория).